# Philip Francis Thomas
Philip Francis Thomas (12 septembre 1810, Easton - 2 octobre 1890, Baltimore) est un homme politique américain.

## Biographie
Il est membre de la Chambre des représentants des États-Unis de 1839 à 1841, puis de 1875 à 1877, gouverneur du Maryland de 1848 à 1851 et Secrétaire du Trésor des États-Unis de 1860 à 1861.

## Sources
- (en) Cet article est partiellement ou en totalité issu de l’article de Wikipédia en anglais intitulé « Philip Francis Thomas » (voir la liste des auteurs).